# Ajuntament de Gandesa
L'Ajuntament de Gandesa és l'administració local del municipi de Gandesa (Terra Alta). L'edifici on està emplaçat forma part de l'Inventari del Patrimoni Arquitectònic de Catalunya.

## Edifici
Edifici de planta rectangular i volumetria prismàtica rectangular, consistent en planta baixa amb porxo públic d'entrada i dues plantes destinades a dependències de l'Ajuntament. L'accés en planta queda remarcat per una antiga capella (Santa Anna) ressituada en aquesta façana. El pas i les motllures de l'arcada de mig punt que forma la capella s'han agafat com a model tipus per al porxo d'entrada a l'Ajuntament i per a la composició de la façana de la planta baixa. En aquest pany de façana principal, sota el porxo, hi ha algunes lloses esculpides de pedra d'èpoques pretèrites.
L'Ajuntament actual és tot d'obra vista, amb un cert caire classicista, reforçat a partir de l'ús de la capella de Santa Anna com a eix de simetria. Mostra unes façanes molt ordenades, cuidant extremadament aquesta simetria també en les altres façanes. Es remarca la verticalitat de l'edifici mitjançant l'ús de grans finestrals que van des de la planta primera a la segona, i amb el joc amb franges verticals d'obra vista que emmarquen els finestrals. El remat de la façana es produeix mitjançant una petita cornisa també d'obra vista.

## Història
El nou Ajuntament de Gandesa està situat al mateix lloc on hi havia l'antic Ajuntament. A l'antic Ajuntament hi havia adossada la Capella de Santa Anna, a la façana del carrer Carnisseries. Aquesta capella d'origen barroc ha estat conservada en la construcció del nou Ajuntament, situant-se en un lloc preferent, centrada a la façana principal de la Plaça de l'Ajuntament.